# Binnenste schaamlippen
De binnenste schaamlippen (Latijn labia minora, kleine schaamlippen; enkelvoud: labium minus) zijn de schaamlippen die een plooi vormen met de opening van de vagina aan de onderzijde. Het zijn onbehaarde, dunne huidplooien die tussen de buitenste schaamlippen liggen. Aan de bovenkant komen ze samen en bedekken de clitoris. Ze bevatten slijmvliesweefsel, talgklieren en erectiel weefsel. Net als de clitoris kunnen de binnenste schaamlippen onder invloed van seksuele prikkels opzwellen door een verhoogde bloedtoevoer.

## Kleur en vorm
Bij ongeveer 60% van de vrouwen zijn de binnenste schaamlippen na de puberteit groter dan de buitenste. Over het algemeen is er een grote variatie in kleur en vorm van de schaamlippen bij verschillende vrouwen. De schaamlippen kunnen in lengte variëren van 7 millimeter tot 5 centimeter. De kleur wordt beïnvloed door huidskleur, leeftijd en zwangerschap, en kan verschillen van roze tot bruinzwart. Bij lang niet alle vrouwen zijn de linker- en rechterschaamlippen identiek van vorm. Sinds het einde van de 20ste eeuw is er een toename van jonge vrouwen die twijfels over hun schaamlippen hebben die medisch gezien niet terecht zijn.

## Schaamlipverkleining
Sommige vrouwen passen om cosmetische reden of vanwege lichamelijke klachten schaamlipverkleining toe waarbij hun binnenste schaamlippen verkleind worden. Schaamlipcorrectie is een cosmetisch chirurgische ingreep. De operatie is populair in de 21e eeuw. In de Verenigde Staten nam de operatie toe met 36% in 2016 met 12.000 operaties jaarlijks. Verkleining van de schaamlippen maakt binnen sommige culturen deel uit van de rituele vrouwenbesnijdenis.